# Spår i snön
Spår i snön släpptes den 22 november 2006 och är ett julalbum av den svenske sångaren Magnus Carlsson. En digital utgåva utkom den 13 december 2006 och innehåller även spåren 14–15.

## Låtlista

### CD-utgåva 2006
1. Jul igen
2. Himmel blå
3. Wrap Myself In Paper
4. Om jag stannar en stund
5. En riktig jul för oss (duett med Jessica Andersson)
6. Känn ingen oro
7. Faller ner på knä (On My Knees)
8. Julens tid är här (duett med Molly Sandén)
9. Wonderful Dreams (Holidays are Coming)
10. Välkommen hem
11. Undan vinden (duett med Barbro Svensson)
12. X-mas medley
  1. Feliz Navidad
  2. Last Christmas
  3. Santa Claus is Coming to Town
  4. Winter Wonderland
  5. Mistletoe and Wine
13. When You Wish upon a Star (When You Wish upon a Star)

### Digital utgåva 2006
1. Jul igen
2. Himmel blå
3. Wrap Myself in Paper
4. Om jag stannar en stund
5. En riktig jul för oss (duett med Jessica Andersson)
6. Känn ingen oro
7. Faller ner på knä (On My Knees)
8. Julens tid är här (duett med Molly Sandén)
9. Wonderful Dreams (Holidays are Coming)
10. Välkommen hem
11. Undan vinden (duett med Barbro Svensson)
12. X-mas medley
  1. Feliz Navidad
  2. Last Christmas
  3. Santa Claus is Coming to Town
  4. Winter Wonderland
  5. Mistletoe and Wine
13. When You Wish upon a Star
14. Bonus Track: It is Christmas Night
15. Bonus Track: On My Knees (Engelsk Version av "Faller Ner På Knä")

### CD-utgåva 2009
Albumet utgavs som CD2: Spår I Snön (Special Edition) i julboxen Christmas - Deluxe Edition.
1. Jul igen
2. Himmel blå
3. Wrap Myself in Paper
4. Om jag stannar en stund
5. En riktig jul för oss (duett med Jessica Andersson)
6. Känn ingen oro
7. Faller ner på knä (On My Knees)
8. Julens tid är här (duett med Molly Sandén)
9. Wonderful Dreams (Holidays are Coming)
10. Välkommen hem
11. Undan vinden (duett med Barbro Svensson)
12. X-mas medley
  1. Feliz Navidad
  2. Last Christmas
  3. Santa Claus is Coming to Town
  4. Winter Wonderland
  5. Mistletoe and Wine
13. When You Wish upon a Star
14. Bonus Track: O Helga Natt
15. Bonus Track: On My Knees ("Faller ner på knä" Engelsk Version)
16. Bonus Track: Undan Vinden (Magnus Soloversion)
17. Bonus Track: Nu Tändas Tusen Juleljus
18. Bonus Track: Ser Du Stjärnan I Det Blå ("When You Wish Upon A Star" Svensk Version)
19. Bonus Track: Faller ner på knä (Soft version)

## Singlar

### Wrap Myself in Paper
1. Wrap Myself in Paper
2. Julens tid är här (duett med Molly Sandén)
3. It is Christmas Night

## Listplaceringar
| Lista (2006) | Topplacering |
| ------------ | ------------ |
| Sverige      | 9            |

### Fotnoter
1. ↑  ”Spår i snön”. Hitparad. http://hitparad.se/showitem.asp?interpret=Magnus+Carlsson&titel=Sp%E5r+i+sn%F6n&cat=a. Läst 2 november 2012.